# Талійорганічні сполуки
Та́лійоргані́чні сполу́ки (рос. таллийорганические соединения, англ. organothallium compounds) — металоорганічні сполуки, що містять у молекулі зв'язок C з тривалентним талієм, де він може зв'язуватись не лише з атомами C, але й з гетероатомами.